# Karl Rudolf
Karl Rudolf (* 22. November 1886 in Wien; † 21. August 1964 ebenda) war katholischer Theologe, Domkapitular, Prälat und Gründer des Österreichischen Seelsorgeinstituts.

## Leben und Wirken
Karl Rudolf wurde am 22. November 1886 in einer aus Böhmen stammenden Familie in Wien geboren. 1902 trat er in die Marianische Kongregation ein. Von 1908 bis 1912 studierte er katholische Theologie an der Universität Wien und wurde 1912 von Erzbischof Franz Xaver Kardinal Nagl zum Priester geweiht. In dieser Zeit hat der Wiener Pastoraltheologe Professor Heinrich Swoboda sein Denken entschieden geprägt. Seit dem Studium gehörte er der KÖHV Amelungia Wien im CV (Couleurname Friedel) an. Später erhielt er auch die Bänder der KHV Welfia Klosterneuburg und der KÖHV Franco-Bavaria Wien.
Nach einem Jahr als Kooperator in Bruck an der Leitha kam er als Studienpräfekt ins Wiener Priesterseminar. 1918 mit der Arbeit „Die Geheime Offenbarung des Johannes“ zum Doktor der Theologie promoviert, war er seit 1919 als erster Akademikerseelsorger der Erzdiözese Wien tätig. Ende 1918 wurde auf seine Anregung in Wien der Christlich-Deutsche Studentenbund (CDSB) gegründet, um die soziale Not der Schüler zu lindern und den Religionsunterricht als Pflichtfach zu erhalten. Aus dem CDSB entstand der Verband Jung Österreich. Aus diesem gründete Rudolf zusammen mit Michael Pflieger den Bund Neuland. 1921 initiierte Rudolf die Akademikerhilfe, ebenfalls zur Unterstützung von Studenten in prekären sozialen Verhältnissen. 1922 wurde er zum Domkurat am Stephansdom (1941 dann ins Wiener Domkapitel) berufen. In den 1920er Jahren beschäftigte sich Rudolf grundsätzlich mit pastoralen Themen. Gemeinsam mit Pius Parsch und Anton Bauer redigierte er die Beilage „Der Seelsorger“ des Wiener Diözesanblattes, die bis heute als selbständige Zeitschrift „Diakonia“ besteht.
Nach einer langen Planungsphase wurde Rudolf 1931 Leiter des neu errichteten Wiener Seelsorgeinstituts. Öffentlichkeitswirksam waren insbesondere die Weihnachtsseelsorgertagungen – heute die Österreichischen Pastoraltagungen. Nach dem Verbot aller katholischen Organisationen 1938 wurde das Institut in das Seelsorgeamt des Erzbischöflichen Ordinariats umgewandelt. Über die Aktivitäten des Seelsorgeamts in der NS-Zeit hat Karl Rudolf eine Monographie veröffentlicht, die ein wichtiges Zeitzeugnis der katholischen Kirche in der Kriegszeit darstellt. In dieser Zeit bemühte er sich um die Aktivierung der Katholiken im Engagement für Gesellschaft und Kirche. Einer der Schwerpunkte lag auf dem Weiterbildungsprogramm für Laien. Auf seinen Wunsch kam es u. a. zur Gründung des „Theologischen Laienjahrs“ durch Margarete Schmid, das bis heute als Theologische Kurse weiterbesteht. Nach 1945 blieb Karl Rudolf Leiter des Seelsorgeamts (heute Pastoralamt der Erzdiözese Wien). Auch das Seelsorgeinstitut wurde als österreichweites Pastoralinstitut unter seiner Leitung neu errichtet.
Karl Rudolf starb in Wien am 21. August 1964 in Folge eines Schlaganfalls. Er wurde am Grinzinger Friedhof bestattet.

## Werke
- Karl Rudolf: Aufbau im Widerstand. Ein Seelsorge-Bericht aus Österreich 1938–1945. Otto Müller Verlag, Salzburg 1947.
- Karl Rudolf: Was erwarten Sie vom Priester? Ein Beitrag zu einem ernsten Zeitproblem. Herder Verlag, Freiburg in Breisgau 1953.

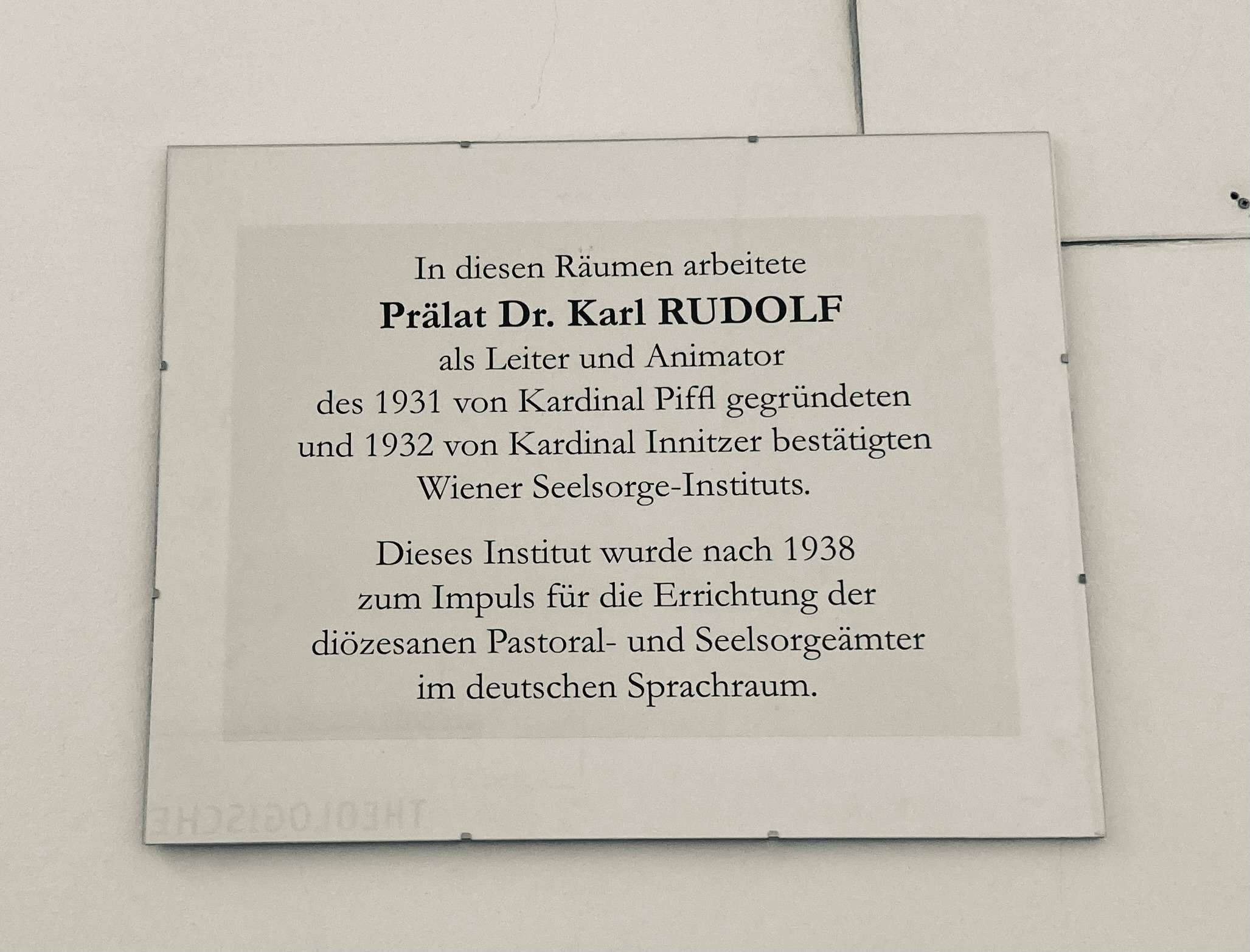
Gedenktafel an Prälat Karl Rudolf in den Räumlichkeiten der Theologischen Kurse am Stephansplatz in Wien, Curhaus